# Балон (Сарт)
Балон (фр. Ballon) насеље је и општина у западној Француској у региону Лоара, у департману Сарт која припада префектури Ман.
По подацима из 2011. године у општини је живело 1290 становника, а густина насељености је износила 104 становника/km². Општина се простире на површини од 13,41 km². Налази се на средњој надморској висини од n. c. метара (максималној 106 m, а минималној 53 m).

## Демографија
| 1962. | 1968. | 1975. | 1982. | 1990. | 1999. | 2011. |
| ----- | ----- | ----- | ----- | ----- | ----- | ----- |
| 1.258 | 1.169 | 1.231 | 1.236 | 1.269 | 1.382 | 1.290 |

График промене броја становника у току последњих година